# Jean Vincent de Crozals

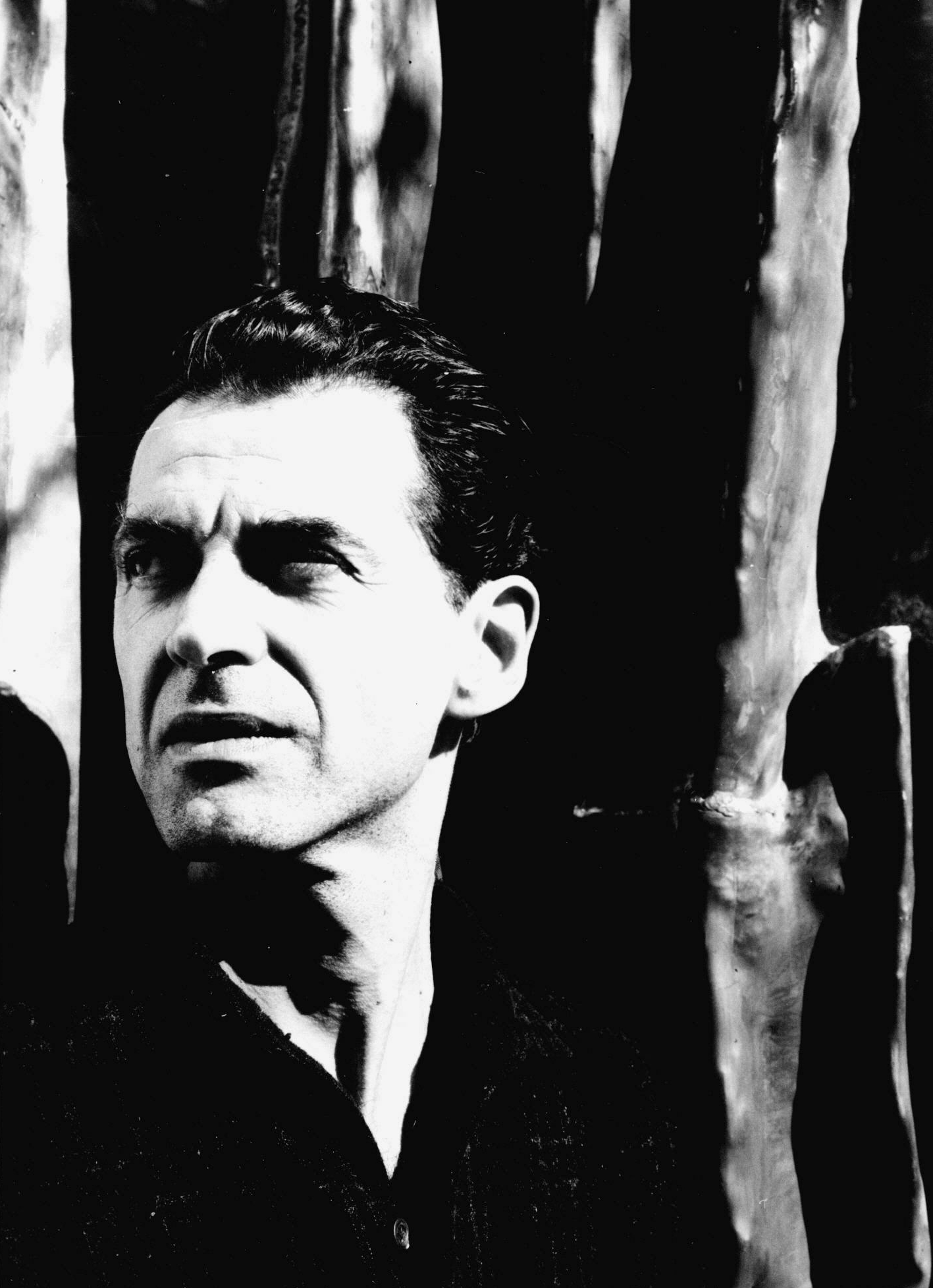
Jean Vincent de Crozals 1964

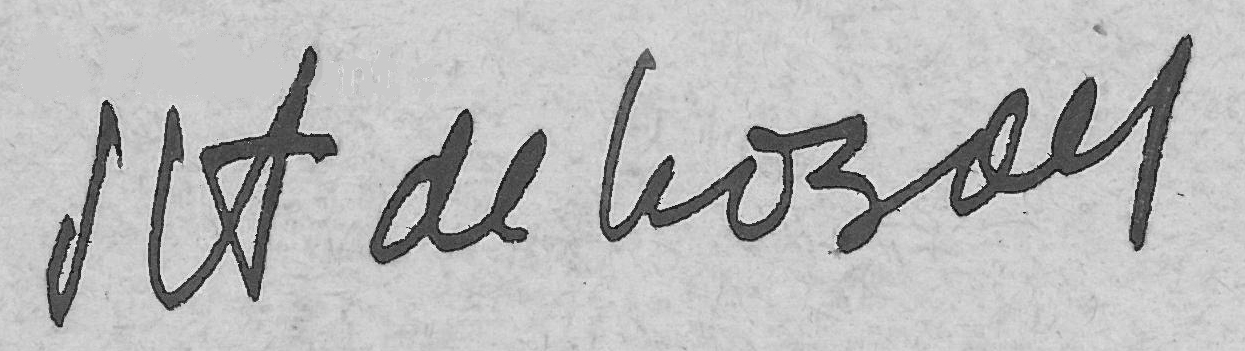
Unterschrift

Jean Vincent de Crozals (* 8. August 1922 in Toulouse; † 9. August 2009 in Antibes) war ein französischer Bildhauer und Maler. Seine Skulpturen und Bilder sind Gegenstand zahlreicher Staats- und Kirchenaufträge und befinden sich in privaten Sammlungen in Frankreich und im Ausland.

## Biographie
Jean Vincent de Crozals wurde am 8. August 1922 in Toulouse geboren. Nach einer Kindheit in Südfrankreich und in Tunesien, wo er auch seinen Militärdienst im Rahmen des Tunesienfeldzugs (Campagne de Tunisie, 1942/1943) absolvierte, ließ sich der Autodidakt Ende 1945 in Vence nieder, um dort als Künstler zu arbeiten.
Hier lernte er seine erste Ehefrau Annelies Nelck (1925–2014) kennen, die auch unter dem Künstlernamen „Anatole“ als Malerin tätig war.

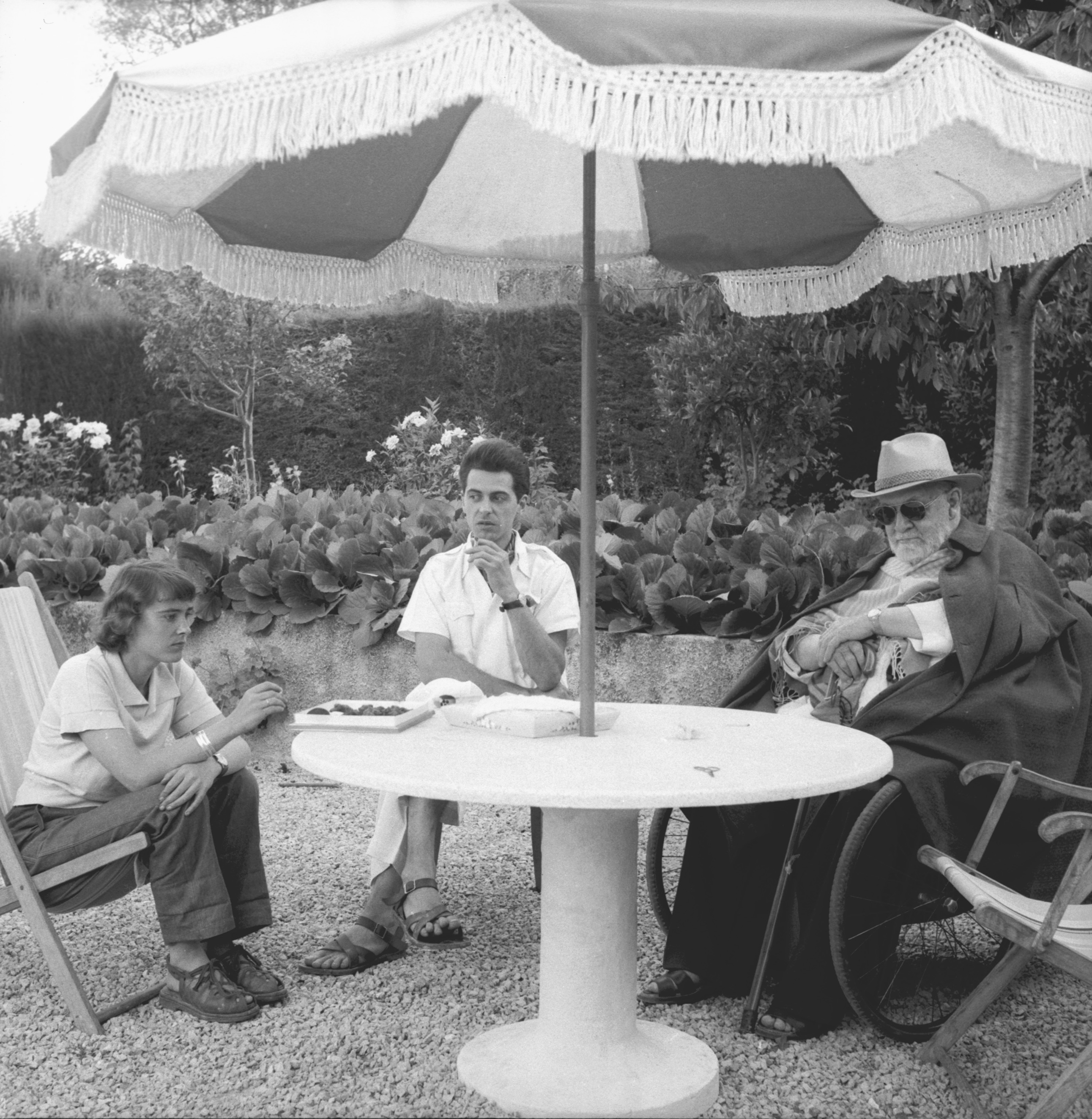
Henri Matisse, Jean Vincent de Crozals und Annelies Nelck (v. r. n. l.) in den Gärten der Villa La Jonque in Vence 1953

1949 bat der Künstler Henri Matisse Jean Vincent de Crozals, ihm für die Zeichnungen des Christus in der Rosenkranzkapelle (Chapelle du Rosaire) von Vence Modell zu stehen. Mit seinem schlanken Körper, der matten Haut und den passionierten feinen Gesichtszügen war de Crozals für diese Aufgabe prädestiniert. Da er sehr gläubig war und eine außergewöhnliche Intuition besaß, konnte er sich mühelos mit allem identifizieren, was ihn stark berührte, und Matisse hat dies schnell erkannt.

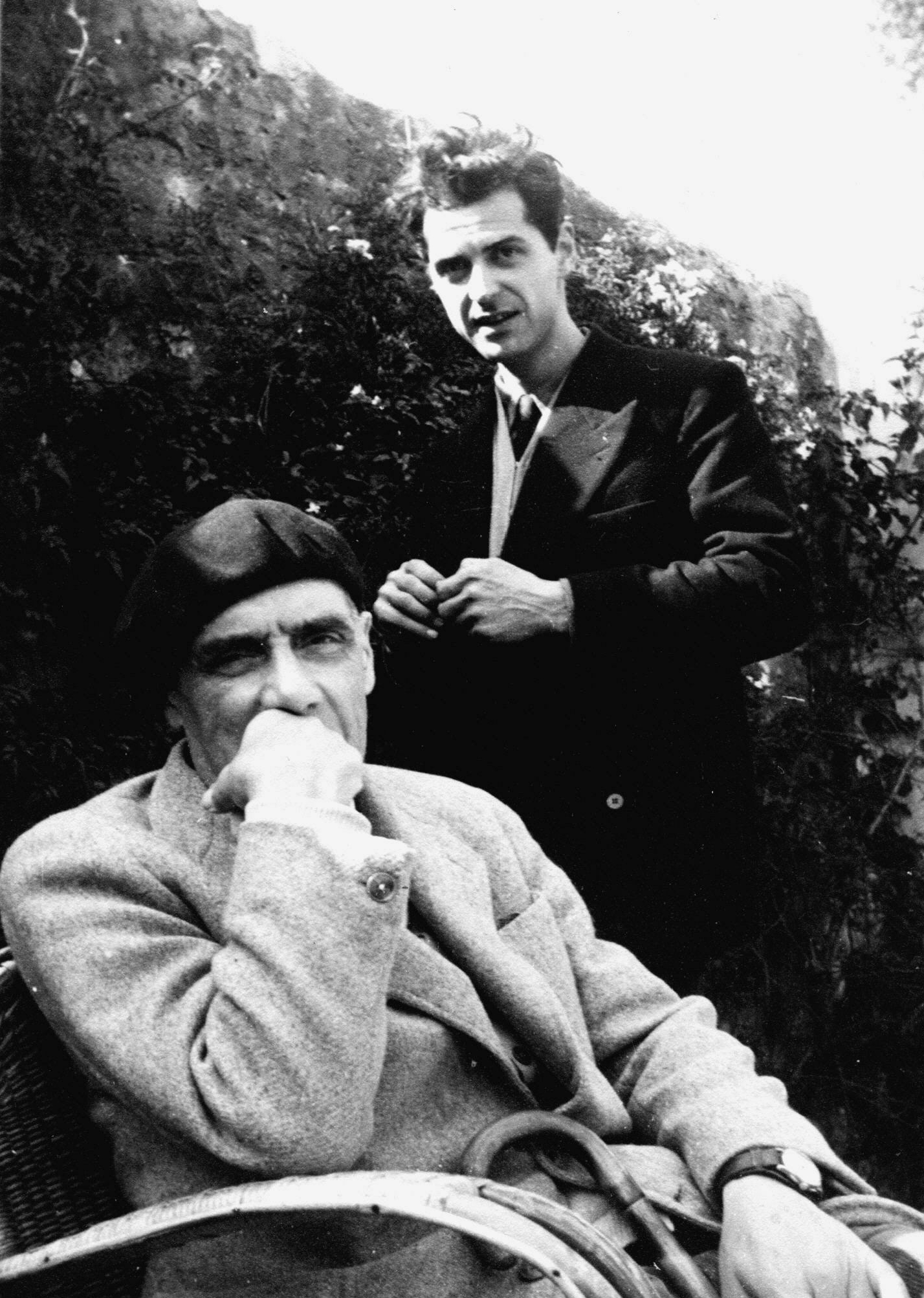
Jean Vincent de Crozals und Henri Laurens (links) ca. 1950

Henri Matisse und Henri Laurens, den er über Matisse kennengelernt hatte, haben den Künstler sehr beeindruckt und seine Arbeit stark beeinflusst. Einer Phase, in der de Crozals überwiegend Skulpturen aus Holz und Ton schuf, folgt eine längere Periode, in der verzinktes Eisen und Aluminium zu seinen bevorzugten Materialien gehörte.

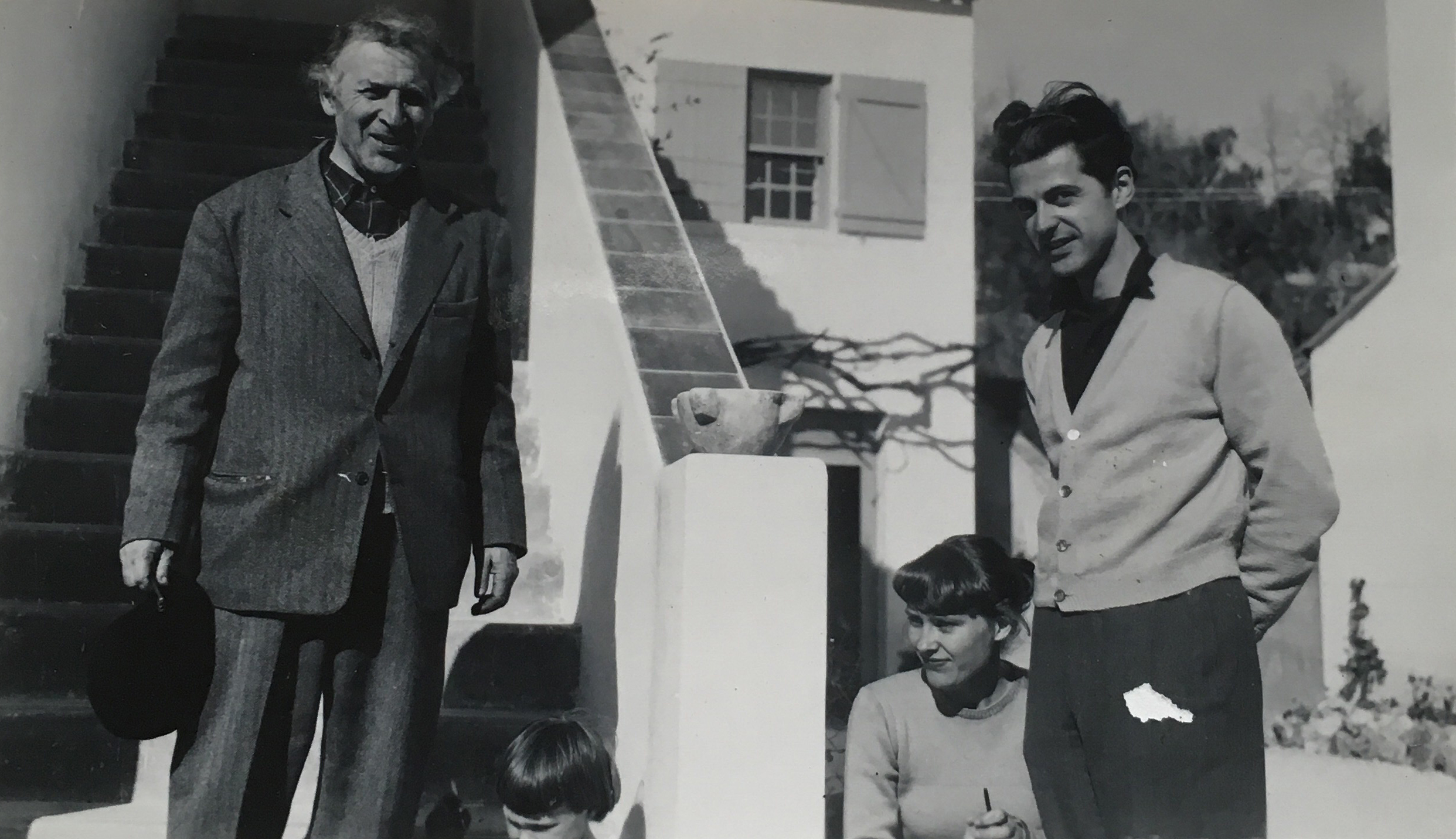
Jean Vincent de Crozals, Anatole Nelck und Marc Chagall (v.r.n.l), 1951

Der Künstler Marc Chagall engagierte Jean Vincent de Crozals von 1950 bis 1951 in Vence für die Realisierung diverser Keramikarbeiten.

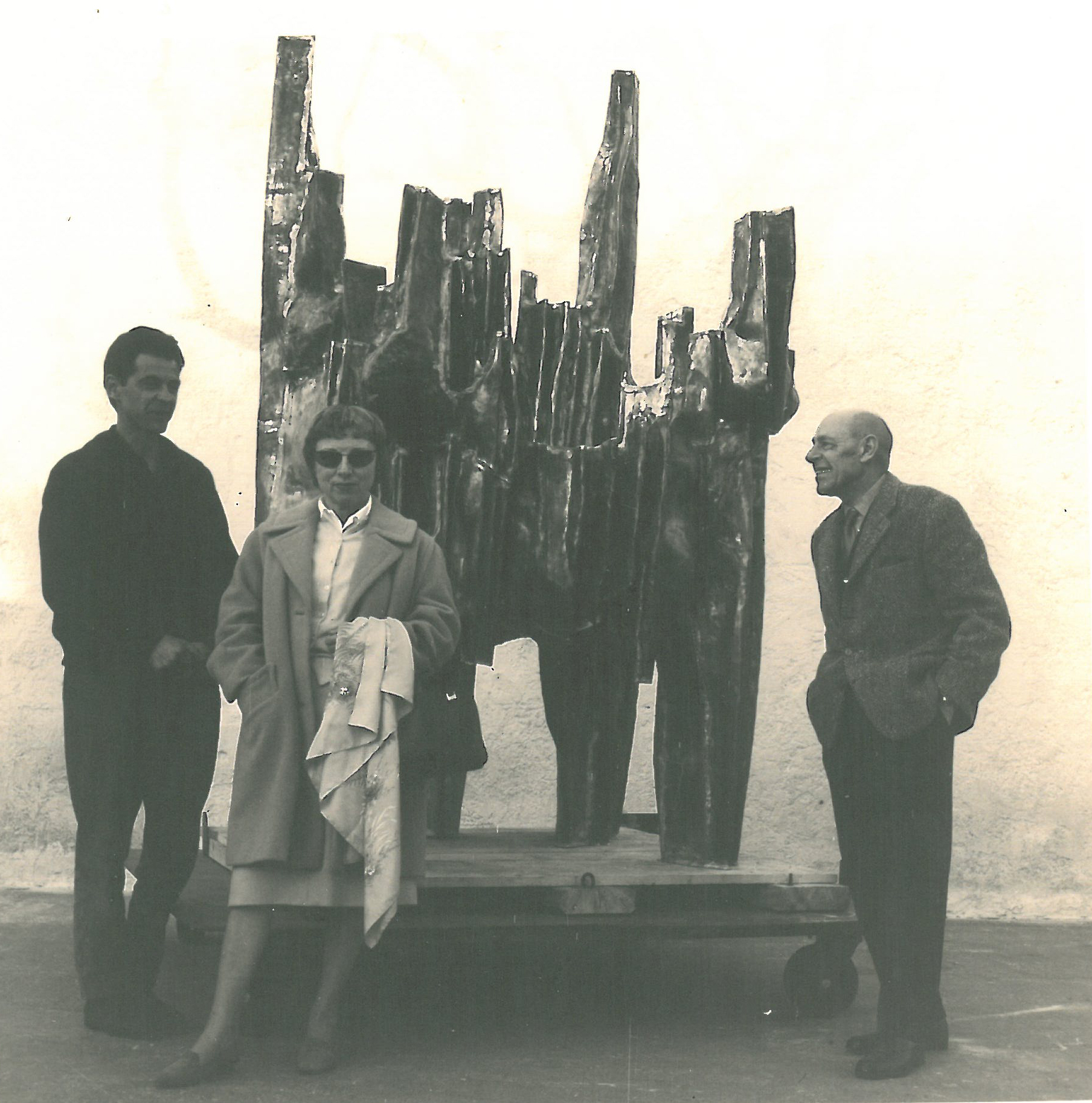
Jean Vincent de Crozals, Jean Dubuffet (rechts) mit Ehefrau Dubuffet in Gaudissart 1964

Von 1958 bis 1971 realisierte Jean Vincent de Crozals regelmäßig Skulpturarbeiten sowie Malereiarbeiten für den Künstler Jean Dubuffet in Paris und knüpfte eine enge Freundschaft mit diesem, begleitet von einem intensiven Gedankenaustausch über die Kunst und ihre persönliche Kunstauffassung. 1964 lud Jean Dubuffet Jean Vincent de Crozals dazu ein, Mitglied der Compagnie de l’art brut zu werden, deren Vorsitz Dubuffet innehatte.
Im Jahr 1974 ließ sich Jean Vincent de Crozals in der Gemeinde Nörvenich in Deutschland mit seiner zweiten Ehefrau Hannelore Micknass und seinen beiden Söhnen Cyrille und Jean Marie de Crozals nieder. Nachdem er in Vence vor allem mit Ton, Holz, Stein, Eisen und Aluminium gearbeitet hatte, begann nun eine neue Phase für den Künstler mit einem Schwerpunkt auf Bronze und Papiermaché.

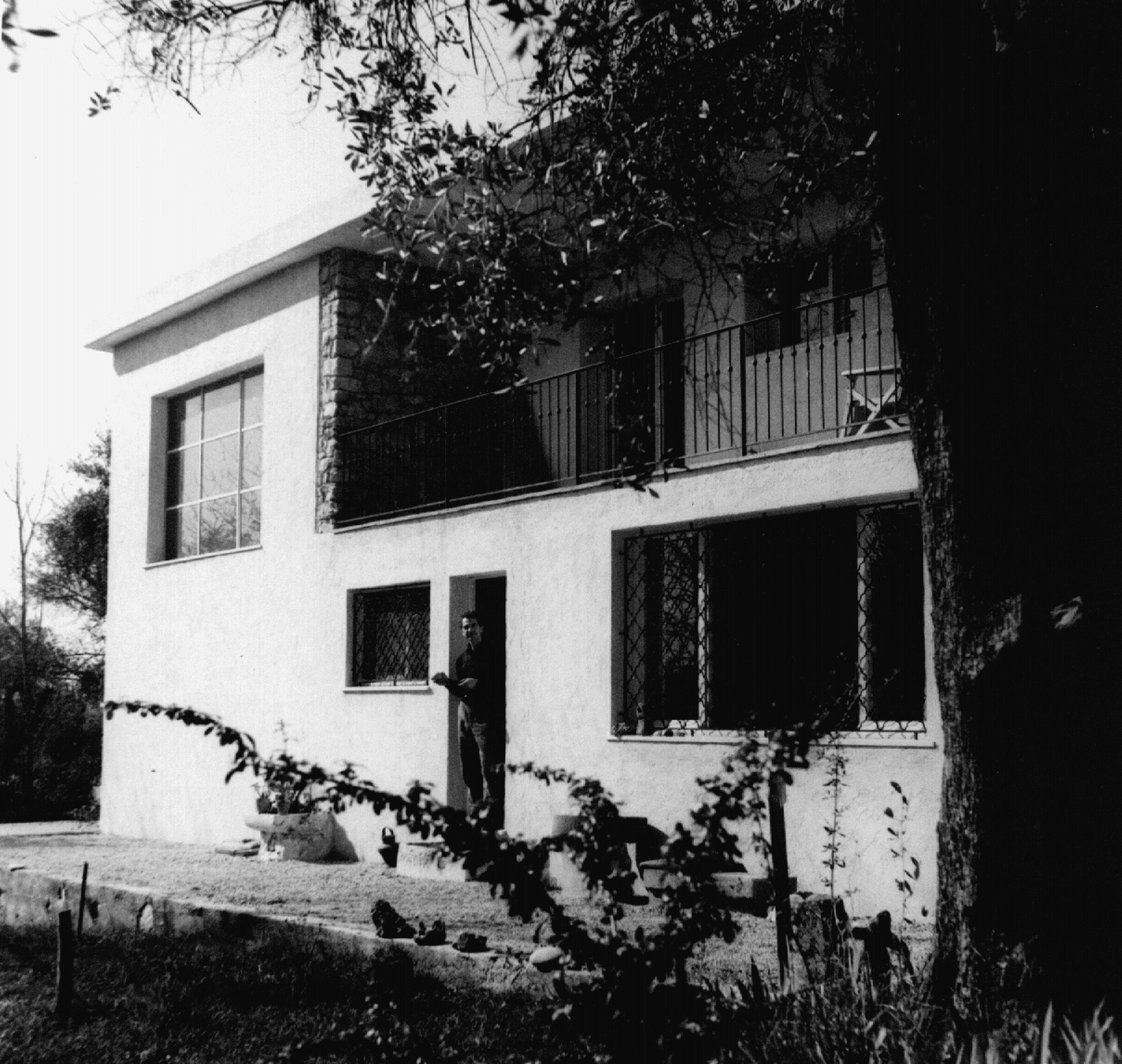
Villa Gaudissart, Wohnhaus und Atelier des Künstlers Jean Vincent de Crozals in Vence 1960

Aufgrund seiner sehr engen Verbindung zu Südfrankreich reiste Jean Vincent de Crozals regelmäßig an seinen Zweitwohnsitz nach Vence, um dort als Künstler in seinem Atelier zu arbeiten und Ausstellungen seiner Werke in Frankreich zu organisieren. Gegen Ende seiner Tage kehrte de Crozals dauerhaft nach Vence zurück.
Seinem Wunsch entsprechend wurde die Asche von Jean Vincent de Crozals am Fuße einer Strandkiefer im „jardin du souvenir“ des Krematoriums von Nizza verstreut.

## Werke
Die von Jean Vincent de Crozals für seine Skulpturen verwendeten Materialien sind Ton, Holz, Stein, Stahlbeton, Eisen, Kupfer, Aluminium, Bronze und Pappmaché. Für seine Bilder verwendet der Künstler Gouache und Chinatinte.
Jean Vincent de Crozals erläutert seine Arbeiten wie folgt: „In meinen Arbeiten spielen Natur und Zeit eine bedeutende Rolle; man kann meine Skulpturen als übriggebliebene Zeichen verstehen, die einem lange währenden Erosionsprozess widerstanden haben. Ich versuche, in meinen Arbeiten die ursprünglichen Rhythmen und tiefliegenden Strukturen natürlicher Formen, die Erosion und Wind verschont haben, sichtbar zu machen und dem Betrachter den fernen Ursprung der Dinge zu vermitteln …“
Die Werke von Jean Vincent de Crozals sind oft Gegenstand von Staats- und Kirchenaufträgen und befinden sich unter anderem im Centre Pompidou in Paris, im Puschkin-Museum in Moskau und in der Kathedrale von Vence sowie des Weiteren in zahlreichen privaten Sammlungen in Frankreich, Deutschland, Schweden, Großbritannien und den USA.

### Auflistung der Werke (Auswahl)

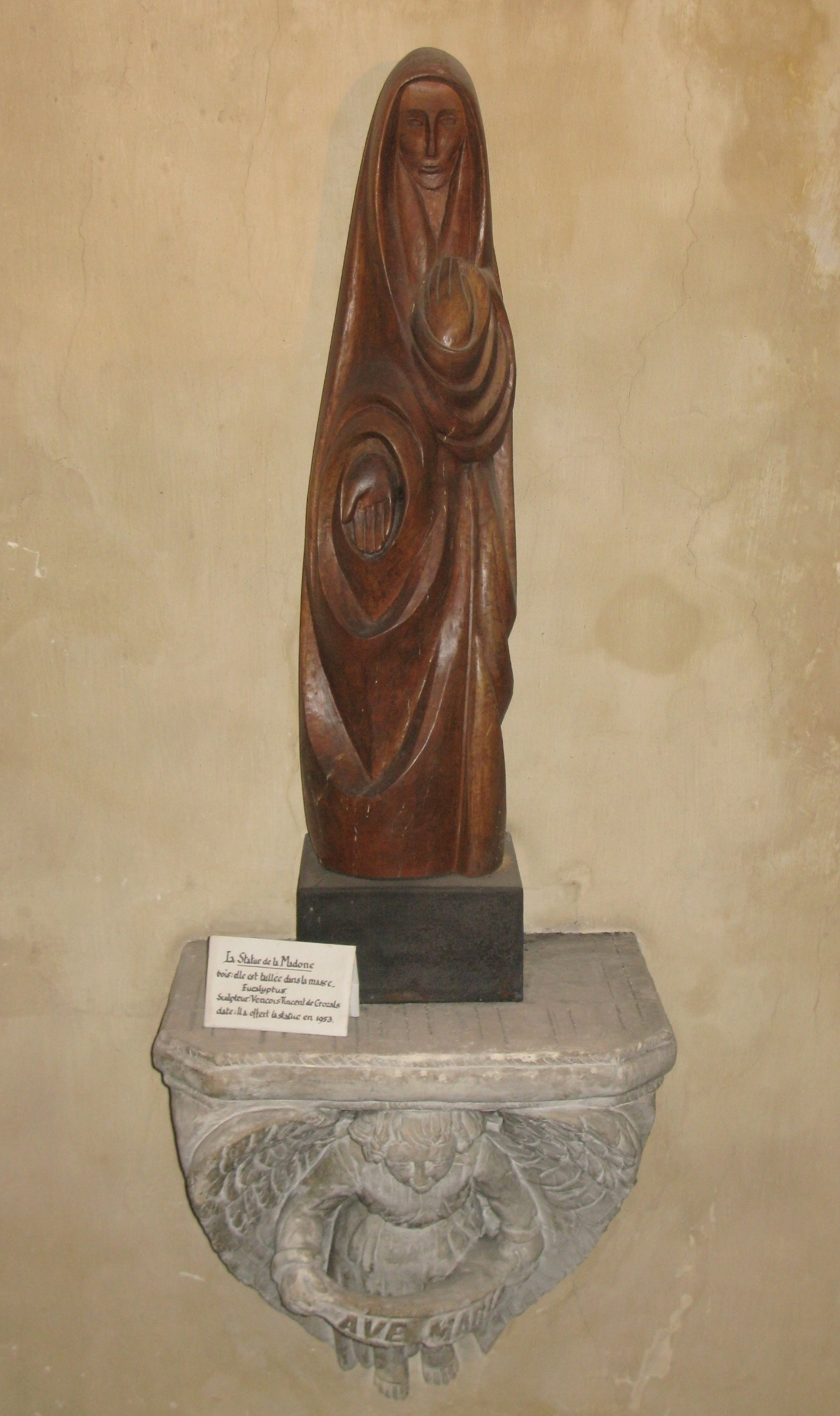
Madonnenstatue, Eukalyptusholz, H 1,22 m, B 0,33 m, Kathedrale de la Nativité-de-Marie von Vence, Jean Vincent de Crozals 1953

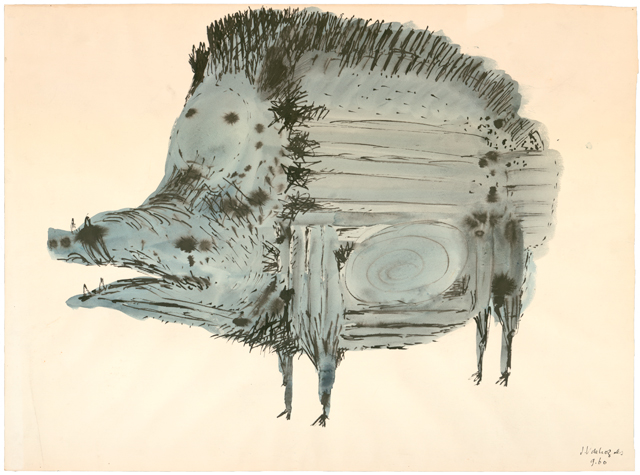
Le sanglier, Gouache, Collection de l'art brut, Lausanne (Schweiz), Jean Vincent de Crozals 1960

- Madonnenstatue (Statue de la Madone), Eukalyptusholz (H 1,22 m, B 0,30 m), Kirchenauftrag, Kathedrale von Vence (Frankreich), 1953[21][22].
- Stier, verzinktes Schmiedeeisen, Staatsauftrag, Centre Pompidou Paris (Frankreich), 1955[23][20].
- Illustration des Buches „On a crevé le paravent“ von Henri Pevel, Éditions Pierre Seghers, Paris, 1957[24].
- Illustration des Buches „Le balayeur promu“ von Henri Pevel, Éditions Pierre Seghers, Paris, 1960[25].
- Bas-relief, verzinktes Schmiedeeisen (H 2,40 m, B 1,80 m), Staatsauftrag, Ministère de l’éducation nationale, für das Collège technique von Marseille (Centre d’apprentissage Roger Salengro, Frankreich), 1961.[26][20]
- „Le cheval mécanique“, verzinktes Schmiedeeisen (H 2,10 m, B 2,75 m), Staatsauftrag, Ministère de l’éducation nationale, für das Collège technique de Nice (collège Les Eucalyptus, Frankreich), 1962.[27][28][29]

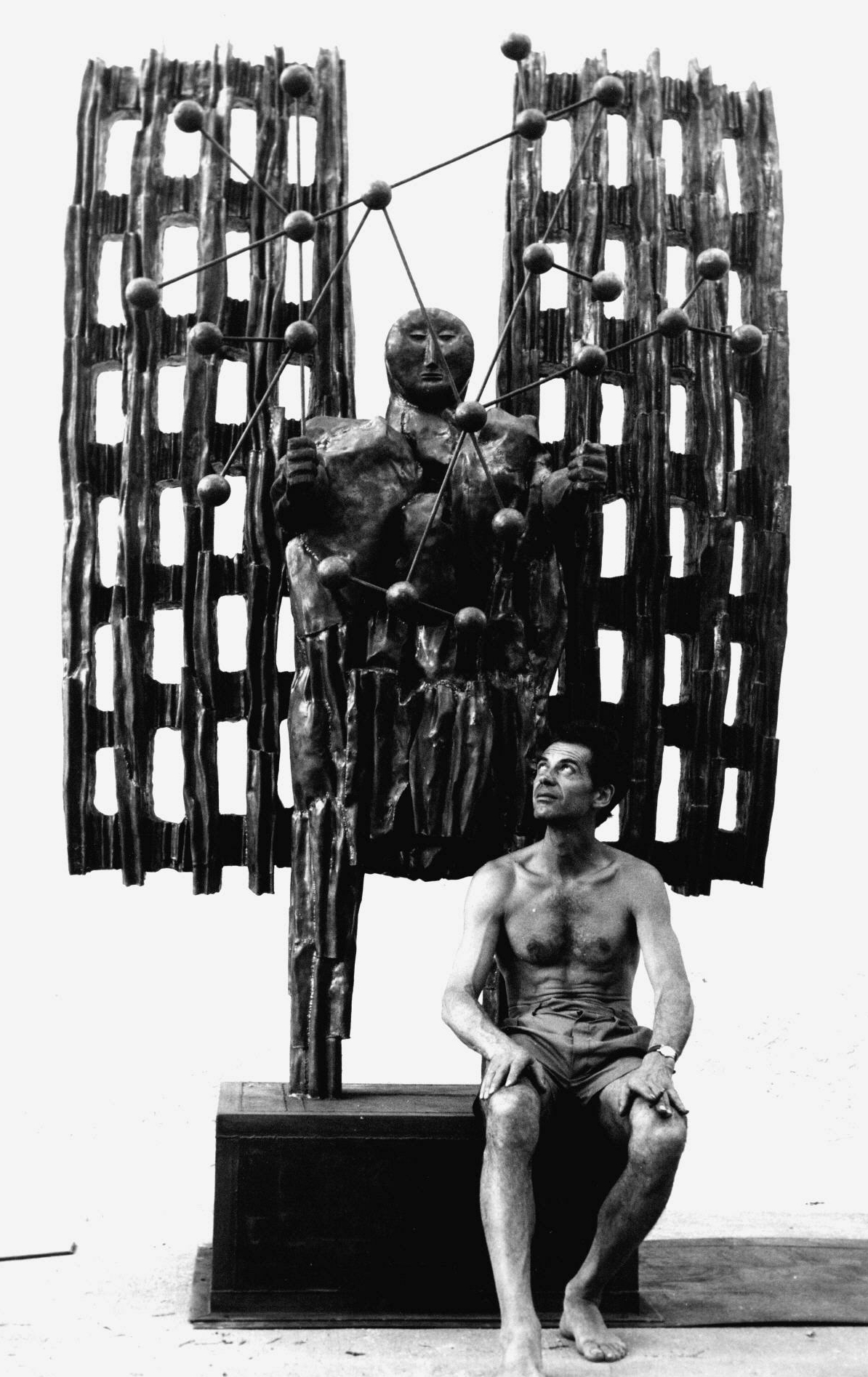
La chimie, verzinktes Schmiedeeisen, H 3,50 m, Jean Vincent de Crozals 1963

- „La chimie“, verzinktes Schmiedeeisen (H 3,50 m), Staatsauftrag, Ministère des arts et lettres, für die Faculté des sciences de Nice (Frankreich), 1963[30][31].

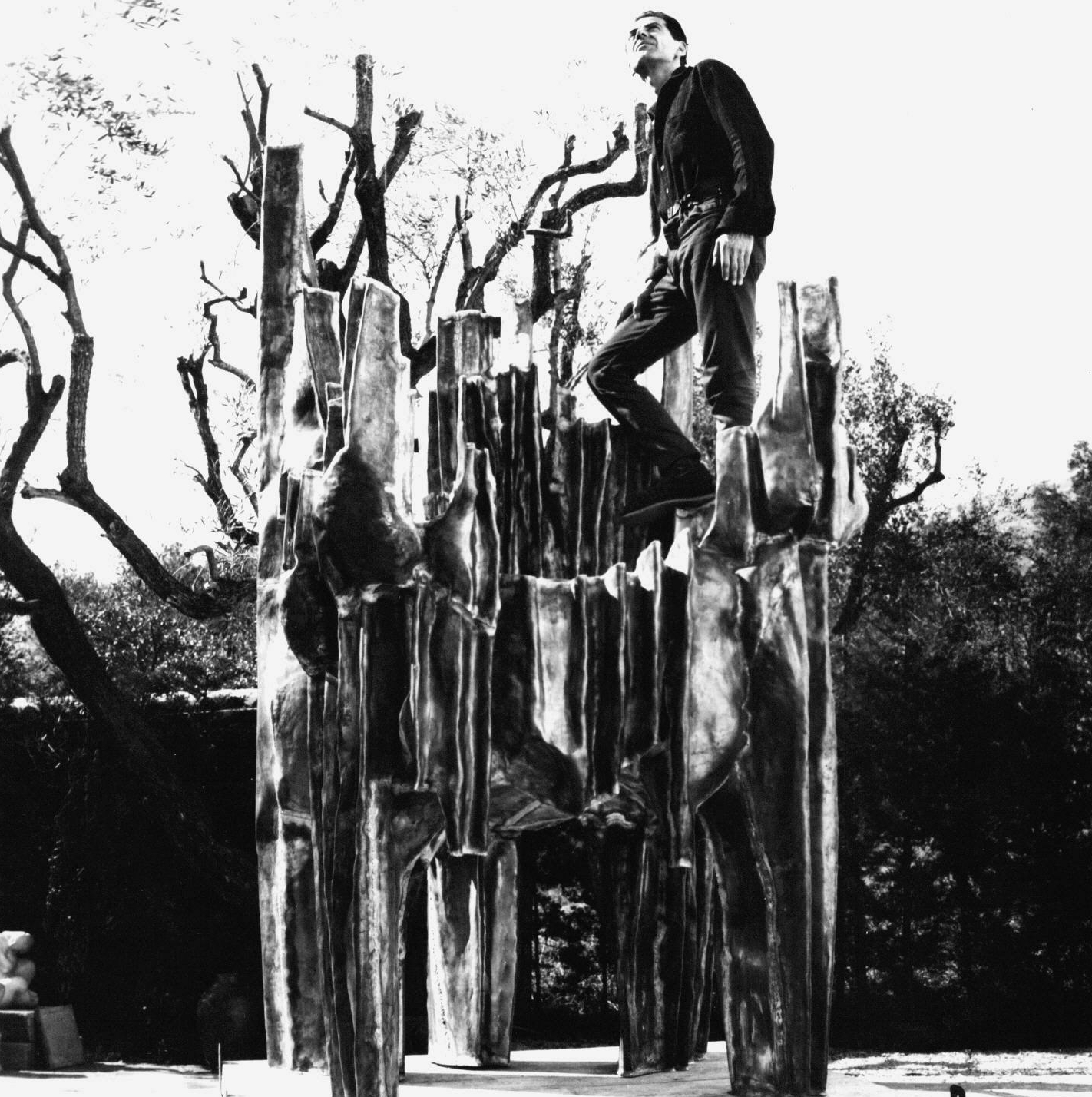
La physique, Kupfer und Bronze, H 3,50 m, Jean Vincent de Crozals 1964

- „La physique“, Kupfer und Bronze (H 3,50 m), Staatsauftrag, Ministère des arts et lettres, für die Faculté des sciences de Nice, 1964[32][33][34].
- „Le haut lieu de la jeunesse“, verzinktes Schmiedeeisen (H 2,10 m), Staatsauftrag, C.E.S. de Cagnes-sur-mer (collège Jules Verne, Frankreich), 1973[35][36].
- Le sanglier, Gouache, Collection de l'art brut, Lausanne (Schweiz), Jean Vincent de Crozals 1960« Le sanglier », Gouache und Chinatinte, 1960, eines von 15 Werken, welche Jean Dubuffet erworben hat und 1976 dem Schweizer Museum "Collection de l'art brut" in Lausanne geschenkt hat[37].

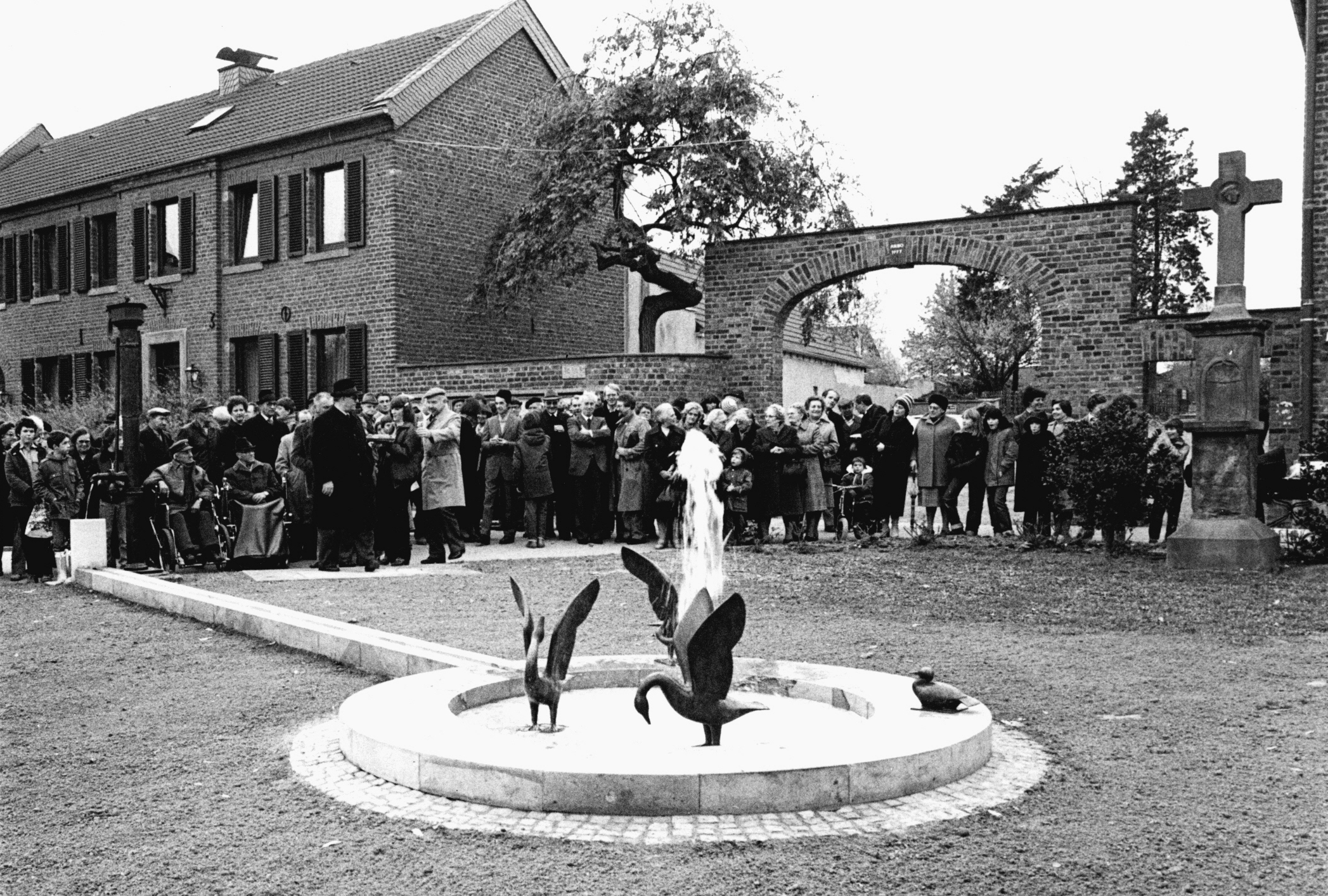
Dorfbrunnen Gemeinde Nörvenich, Bronze und Stein, Jean Vincent de Crozals 1981

- Dorfbrunnen, Bronze und Stein, Auftrag der Gemeinde Nörvenich (Deutschland), 1981[38][39][40][41].
- Christus am Kreuz, verzinktes Schmiedeeisen (H 3,25 m), Staatsauftrag, Gemeinde Nörvenich, 1987[42][43].

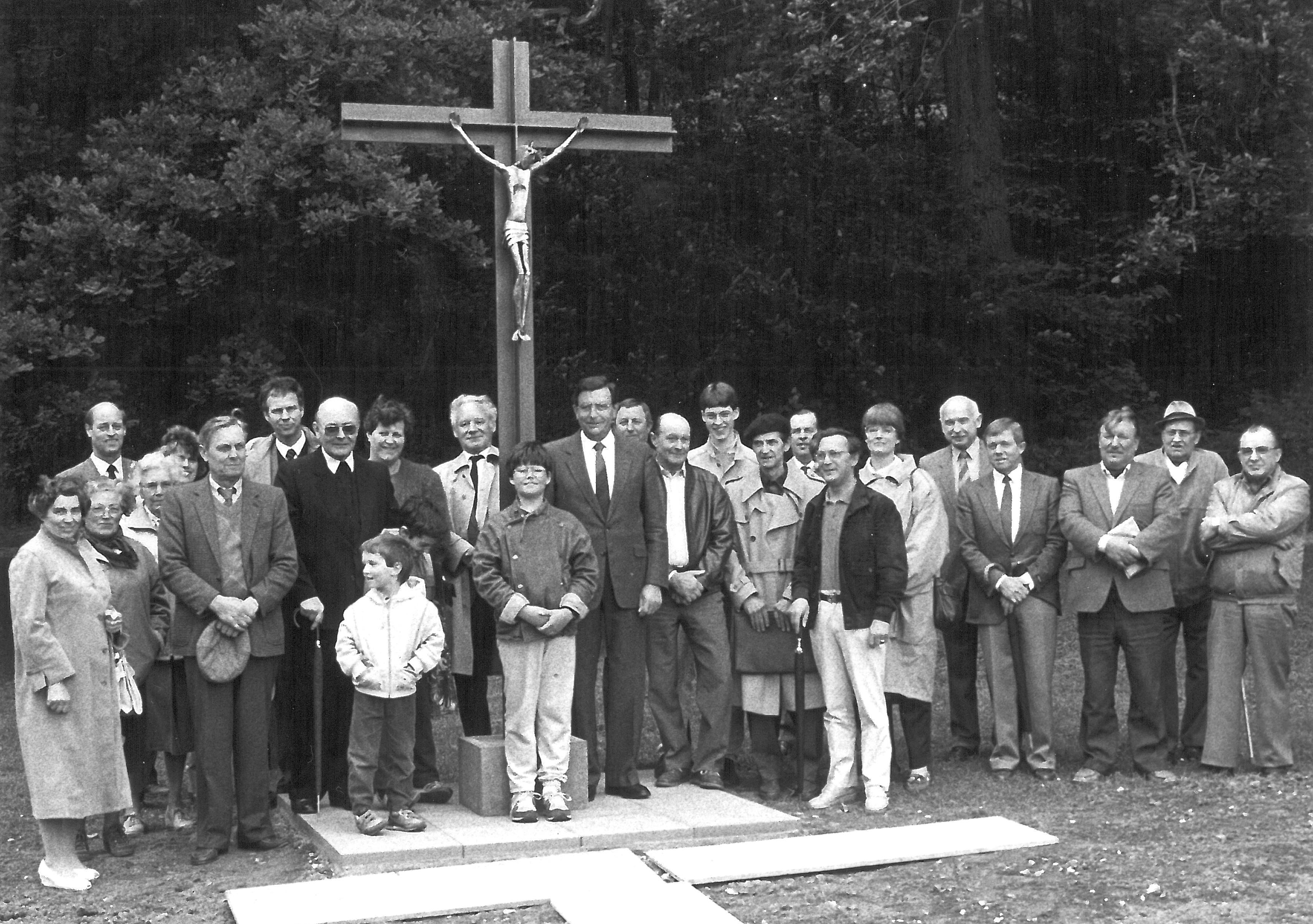
Dorfkreuz der Gemeinde Nörvenich, verzinktes Schmiedeeisen, H 3,25 m, Jean Vincent de Crozals 1987

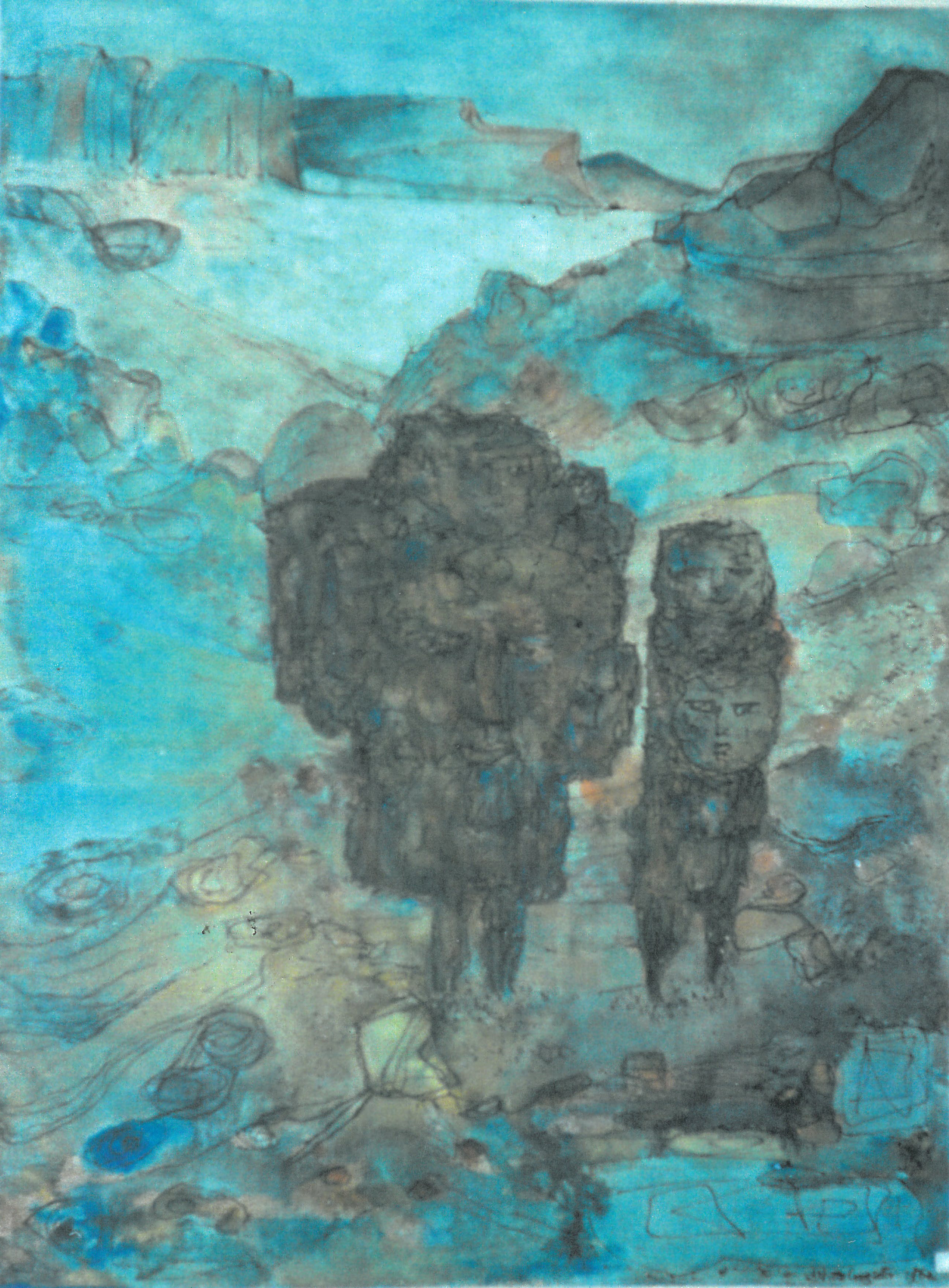
Le roi et la reine, Gouache, Puschkin-Museum Moskau (Russland), Jean Vincent de Crozals 1994

- „Le roi et la reine“, Gouache und Chinatinte, 0,65 × 0,5 m, Bestellung Puschkin-Museum Moskau (Russland) 1994[20].

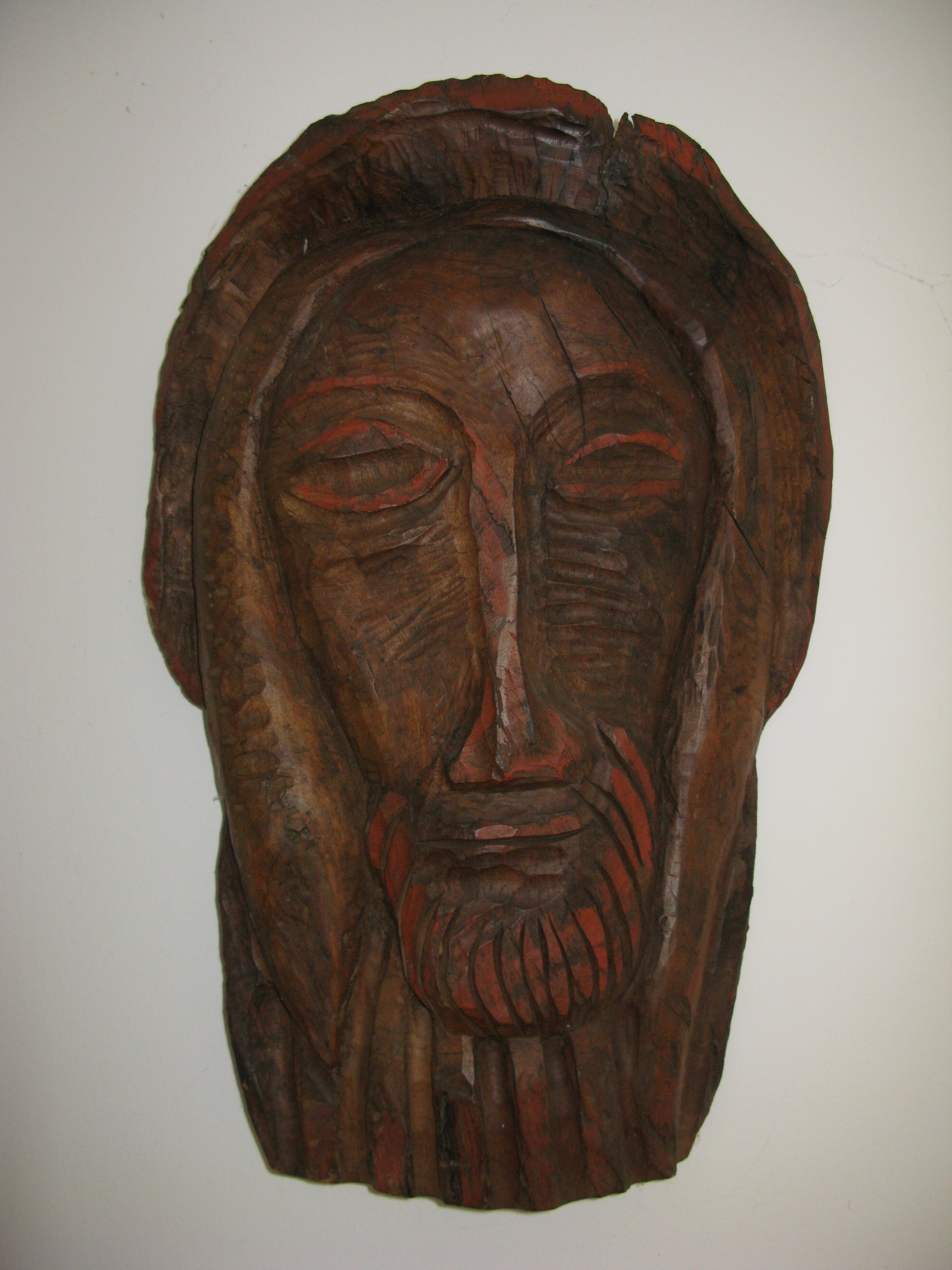
Antlitz Christi, Olivenholz geschnitzt ca. 1954 (H 0,66 m, B 0,46 m), Dauerleihgabe Pfarrkirche Sankt Maternus, Trier (Deutschland)

- Antlitz Christi, Olivenholz geschnitzt ca. 1954 (H 0,66 m, B 0,46 m), Dauerleihgabe Pfarrkirche Sankt Maternus, Trier (Deutschland)Antlitz Christi, Olivenholz geschnitzt ca. 1954 (H 0,66 m, B 0,46 m), Kirchenauftrag, Pfarrkirche Sankt Maternus, Trier (Deutschland), 2015.
- "Ikarus", verzinktes Schmiedeeisen geschmiedet 1970 (H 1,09 m, B 0,90 m), Dauerleihgabe, Fliegerhorst Nörvenich – Taktisches Luftwaffengeschwader 31 „Boelcke“, 2016.

## Ausstellungen

### Auflistung der Ausstellungen (Auswahl)
- Einzelausstellung, Centre des relations internationales, Paris, 1952[20].
- Ausstellungen „Salons de la jeune sculpture“, Musée Rodin, Paris, 1952–1958[20].
- Einzelausstellungen, Lyon (Frankreich), 1954–1955[20].
- Gruppenausstellung, Schweden, 1955[20].
- Gruppenausstellung, Galerie Doucet, Paris, 1955[20].
- Première internationale de sculpture contemporaine, Musée Rodin, Paris, 1956[20].
- „Comparaisons“, Musée d’Art moderne, Paris, 1956[20].
- Biennale de sculpture, Louvre und Musée des arts décoratifs, Paris, 1957[20].
- „Sculpture française contemporaine de l’École de Paris“, Musée Rodin, Paris, 1958[20].
- Biennale de sculpture, Yverdon (Schweiz), 1958[20].
- «Bestiaire», vom Kurator des Musée Rodin von Paris organisierte Ausstellung, Paris, 1959[20].
- Gruppenausstellung „Le cheval“, Galerie A. Weil, Paris, 1959[20].
- „Sculptures contemporaines de l’École de Paris“, vom Kurator des Musée Rodin von Paris organisierte Ausstellung, Palais de la Méditerranée, Nizza, 1959[20].
- „Bestiaire“, vom Kurator des Musée Rodin von Paris organisierte Ausstellung, Palais de la Méditerranée, Nizza, 1960[20].
- „Exposition internationale de sculpture contemporaine et de l’École de Paris“, Musée Rodin, Paris, 1961[20].
- „L’objet“, Musée des arts décoratifs, Paris, 1962[20].
- „Sculpture méditerranéenne“, vom Kurator des Musée Rodin von Paris organisierte Ausstellung, Palais de la Méditerranée, Nizza, 1963[20].
- „Creatura“, internationale Ausstellung zeitgenössischer Skulpturen, Museum am Ostwall, Dortmund (Deutschland), 1963[44][20].
- „La musique et la danse“, vom Kurator des Musée Rodin von Paris organisierte Ausstellung, Palais de la Méditerranée, Nizza, 1963[45][20].
- „Formes humaines“, première biennale de sculpture, Musée Rodin, Paris, 1964[20].
- Erste Skulpturenausstellung, Museum von Saint Paul de Vence, 1964[20][46].
- „Formes humaines“, vom Kurator des Musée Rodin von Paris organisierte Ausstellung, Palais de la Méditerranée, Nizza, 1964[20].
- Ausstellung im Museum von Saint Paul de Vence, 1965[20].
- Vom Kurator des Musée Rodin von Paris organisierte Ausstellung, Palais de la Méditerranée, Nizza, 1966[20].
- „Artistes du soleil“, Ausstellungen in Montreuil, Ivry, Argenteuil, Saint-Germain-en-Laye, 1966[20].
- „L’Art fantastique“, Centre culturel Bastion St. André, Antibes, 1967[20].
- Einzelausstellung, Palais de la Méditerranée, Nizza, 1967[20].
- „Dessins de sculpteurs et leur sculpture“, vom Kurator des Musée Rodin von Paris organisierte Ausstellung, Palais de la Méditerranée, Nizza, 1968[20].
- „Festival international de sculpture“, Avignon (Papstpalast), 1969[20].
- „Internationale de sculpture“, Fondation Port Barcarès, 1969[20].
- „Salon d’automne“, Grand Palais, Paris, 1969[20].
- Biennale von Menton, 1970[20].
- „Salon d’automne“, Grand Palais, Paris, 1970[20].
- Marinemuseum, Nizza, 1971[20].
- „A la campagne“, Vence, 1971[47][20].
- Ville de Vallauris, 1971[20].
- „Festival international d’art“, Museum von Toulon,erster großer Skulpturenpreis, 1972[48][20].
- Biennale von Menton, 1972[20].
- Maison des artistes, Cagnes-sur-mer[20].
- „Festival international d'art“, Stadtmuseum Toulon, 1973[20][49].
- „A la campagne“, Vence, 1973[50][20].
- Jeune chambre internationale (JCI) – Palais des expositions, Nizza, 1973[20].
- Galerie d’Orsay, Cannes, 1973[20].
- Kulturzentrum Vence, 1973[20].
- Galerie d’Orsay, Cannes, 1974[20].
- Französisches Kulturinstitut, Köln, 1974[20].
- I.B.M., La Gaude (06), 1975[51][20].
- „Festival international d'art“, Museum der Stadt Toulon, 1975[20].
- „Festival international d'art“, Museen der Städte Toulon und Draguignan, 1976[20].
- „Festival international d'art“, Museen der Städte Toulon und Draguignan, 1977[20].
- Museen der Städte Toulon und Draguignan, 1978[20].
- „Facetten“, Euskirchen und Erftstadt-Lechenich, 1979[20].
- „Maison des Artistes“, Cagnes-sur-mer, 1980[20].
- Erftstadt-Lechenich, 1981[20].
- Ehemaliges Kloster von Fréjus, 1982[20].
- Chapelle des Pénitents Blancs, Vence, 1982[52][20].
- Deutsch-französisches Kulturzentrum, Meckenheim, 1982[20][53].

- „Des sculptures et des gares“, Menton und Biot, Conseil régional Provence, Alpes, Côte d’azur, 1983[54][20][55].

- Schlossmuseum Nörvenich, 1984[20][56].
- „Natur und Tier“, Schlossmuseum Nörvenich, 1985[57][20].
- Palais des festivals, Cannes, 1986[20][58].
- Palais des festivals, Cannes, 1987[20].
- „Acropolis“, Nizza, 1988[20].
- Palais des Festivals, Cannes, 1988[59][20][60].
- „Castel des Arts“, internationale Ausstellung unter der Schirmherrschaft des französischen Kultusministeriums, Vallauris, 1989[20].
- Galerie Lafrache, Cannes, 1989[20].
- „L’Art en place/s“, Vence, 2008[61][62].
- „Jean Vincent de Crozals – sculptures et peintures“, von der Stadt Vence organisierte Einzelausstellung, Chapelle des pénitents blancs, Vence, 2013[63][64].
- „L’Art en place/s“, Vence, 2013[65].
- "Matisse et Vence – l’émotion pure", Vence, 2017[66].

## Anlagen

### Bibliographie
- Henri Matisse – La chapelle de Vence, Soeur Jacques-Marie (1993, ISBN 2-909767-00-0, 184 Seiten).
- «Matisse à Vence – L'olivier du rêve», témoignage d’Annelies Nelck (1998, ISBN 978-2-9512982-0-0, 184 pages).
- Jean Vincent de Crozals – sculptures et peintures, Dr. Cyrille de Crozals (2010, ISBN 978-3-00-032146-7, 130 Seiten).
- Kunst und Künstler im Dürener Raum, édition Tolbiac, (1984, ISBN 3-923399-09-X, 80 Seiten).